# Ка Рецонико
Ка Рецонико (итал. Ca' Rezzonico) јесте палата на Каналу Гранде у Венецији. Пример је венецијанске архитектуре и унутрашње декорације из епоха барока и рококоа. Од 1936. године у палати се налази „Музеј Венеције XVIII века” (итал. Museo del Settecento Veneziano), са делима Гвардија, Тијепола, Канове и других уметника.
Палату је пројектовао архитекта Балдасаре Лонгена крајем 17. и почетком 18. века. Изградња је завршена знатно касније, 1745. године, под руководством Ђорђа Масарија. Наручилац пројекта је био аристократа Филипо Бона.   
Име палате потиче од презимена богате грађанске породице Рецонико, која је постала власник палате. Један од чланова те породице, Карло, постао је папа Климент XIII 1758. Исте године, Лудовико Рецонико је браком са Фаустином Саворњан ујединио две најбогатије венецијанске породице. У знак прославе тих догађаја, Ђамбатиста Рецонико је наручио да чувени сликар Тијеполо ослика два плафона палате, са својим ученицима Јакопом Гуараном и Гаспаром Дизијанијем.

## Галерија уметничких дела
- Улаз у унутрашње двориште
- Тијеполо: Алегорија брака супружника Рецонико (1758)
- Пјетро Лонги: Носорог
- Антонио Корадини: Дама са велом